# 清水インターチェンジ (静岡県)
清水インターチェンジ（しみずインターチェンジ）は、静岡県静岡市清水区に所在する東名高速道路のインターチェンジ（IC）である。
東京ICから148 kmの位置にあり、特定重要港湾の清水港に近い。清水区の中心部へは約2 km離れている。
併設している高速バスの清水バスストップ（BS）もここで記述する。

## 概要
国道1号静清バイパス・県道静岡清水線（通称「北街道」）との接続の良さから旧清水市域はもとより、静岡市中心部と東京方面を結ぶ交通の要となっている。
新静岡バスターミナルを発着する高速バス新宿・静岡号も、静岡ICではなく当ICを利用するルートを取っている。
かつては一般道（国道1号静清バイパス）と平面交差で接続するシングルトランペット型（静岡ICと同じ構造）であったが、改築により立体交差で接続するダブルトランペット型となった。
1.4 km東にある清水JCTで新東名高速道路（清水連絡路）と接続するため、入口看板に新東名の文字がある。清水ICと清水JCTの間は加減速車線でつながっており（事実上の6車線区間）、走行車線に入ることなく新東名への出入りが可能な構造になっている。
由比・蒲原方面から走ってきた車両が、国道150号による遠回りや静岡市内での渋滞を逃れるためにショートカットとして使われることも多い。

## 歴史

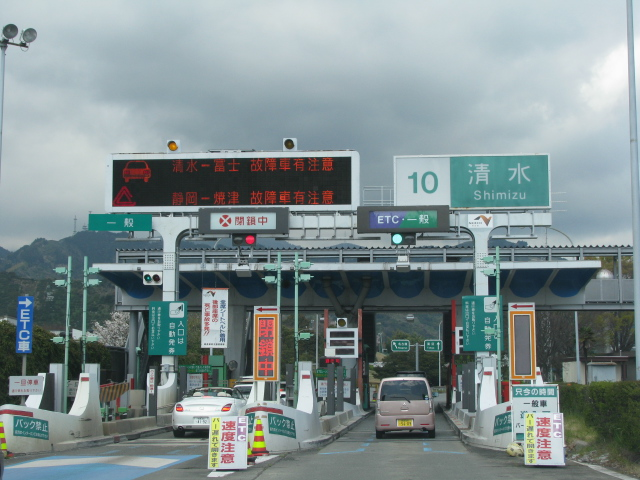
入口（2009年4月撮影）

- 1968年4月25日 : 富士IC - 静岡IC間の開通に合わせて開設。

## 接続している道路
- 国道1号 静清バイパス

## 料金所

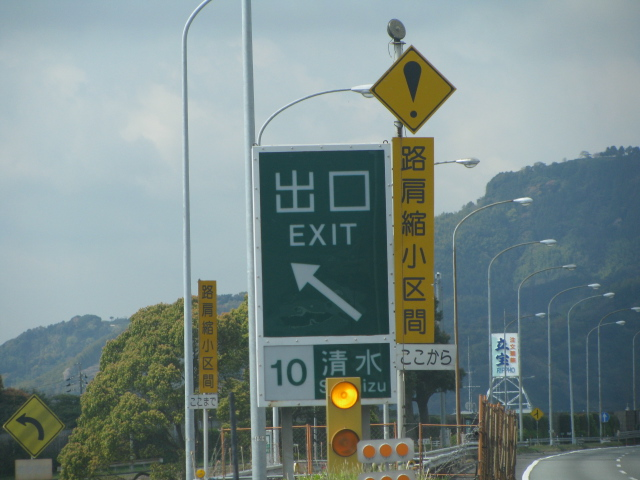
清水インターチェンジ（下り線）（2009年4月撮影）

- ブース数 : 8

### 入口
- ブース数 : 3
  - ETC専用 : 1
  - ETC/一般 : 1
  - 一般 : 1

### 出口
- ブース数 : 5
  - ETC専用 : 2
  - 一般 : 2
  - 一般（精算機）: 1

## 周辺

### 観光地
- 清水港
  - 清水港からは土肥港まで駿河湾フェリーが発着。
- 三保の松原
- エスパルスドリームプラザ
- 東海大学社会教育センター
- 日本平
- IAIスタジアム日本平

### その他
- 静岡市役所清水庁舎・清水区役所（旧清水市役所）
- 清水駅・新清水駅
- 静岡市立清水袖師小学校
- 静岡市立清水袖師中学校

## 隣
E1 東名高速道路
(9) 富士IC - (9-1) 富士川SA/SIC - 由比PA - (9-2) 清水JCT - (10) 清水IC - 日本平PA - (10-1) 日本平久能山SIC - (11) 静岡IC

## 清水バスストップ

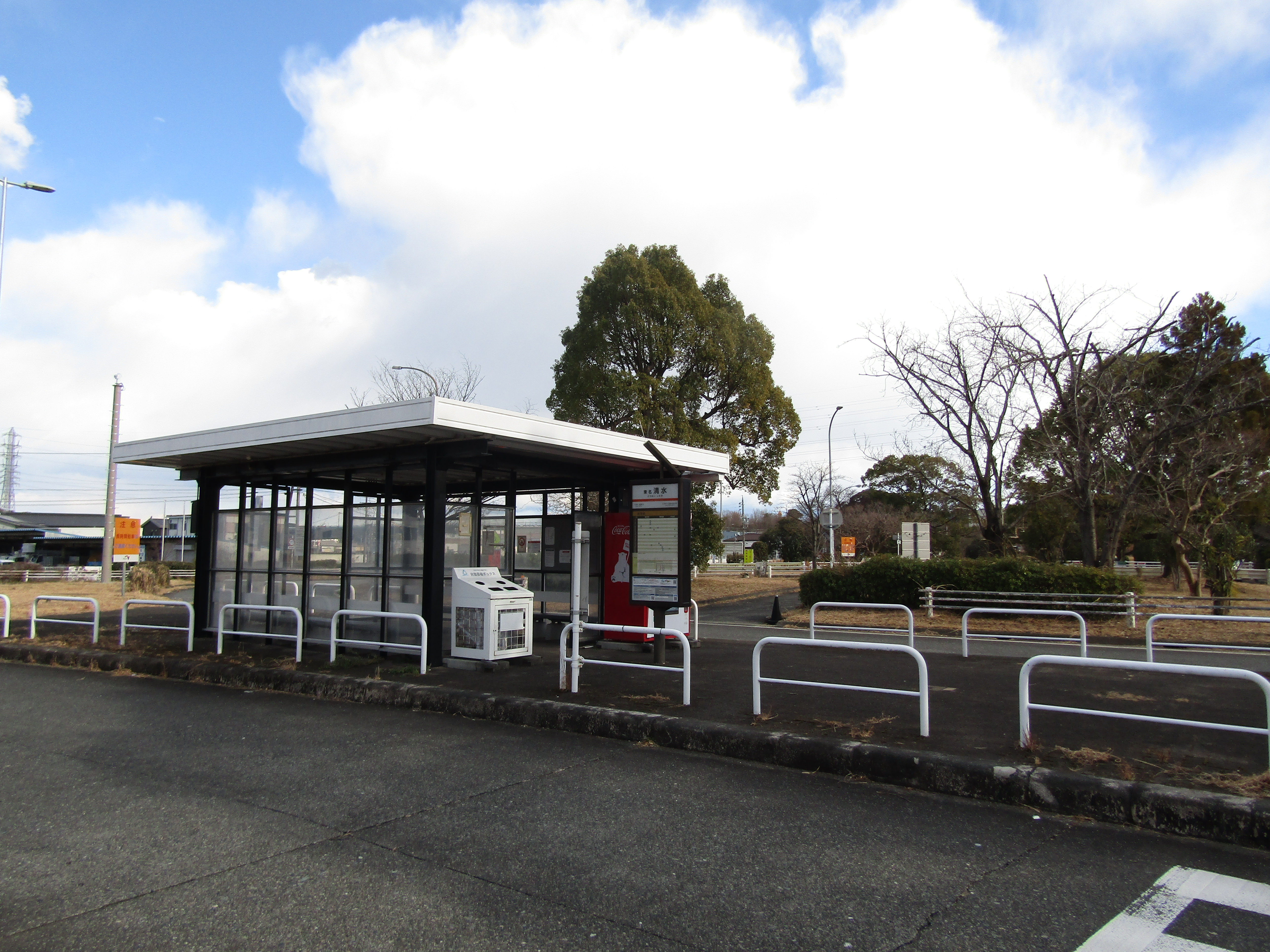
清水バスストップ（2025年2月撮影）

清水ICに併設されたバス停留所である。旅客案内上では東名清水（とうめいしみず）と称する。
東名ハイウェイバスの特急便・急行便が停車する。

### 歴史
- 1969年6月10日 - 開設

### 停車する路線
- 東名ハイウェイバス（東京 - 御殿場 - 静岡 - 浜松 - 名古屋）（JRバス関東、JR東海バス）

### 隣接のバス停
東名ハイウェイバス（急行便）
日本平BS - 清水BS - 興津BS
東名ハイウェイバス（特急便）
静岡BS - 清水BS - 富士BS

### 乗り換え
- JR東海道本線 清水駅より、しずてつジャストライン「清水厚生病院」行きに乗車。庵原貯水タンク前で下車。

### 距離
- 東京駅から163.6 km